# Iványi Béla (történész)
Iványi Béla, születési és 1903-ig használatos nevén Jung Béla (Nagykanizsa, 1878. október 27. – Vonyarcvashegy, 1964. január 20.) jog- és művelődéstörténész, levéltáros, politikus. Levéltári kutatásai eredményeként megjelent kiadványai a magyar jog-, művelődés- és várostörténet, valamint a nemesi családok genealógiai kutatása számára máig forrásértékűek. 1920-tól a Magyar Tudományos Akadémia levelező tagja.

## Élete
Jung Károly és Luksics Jozefa fia. A Budapesti Tudományegyetemen 1903-ban szerzett jogtudományi doktori oklevelet. 1903-ban a Magyar Országos Levéltárban helyezkedett el, s először díjtalan gyakornokként, később levéltári tisztként és fogalmazóként dolgozott az intézményben. 1914-ben a debreceni egyetemre nevezték ki a magyar alkotmány- és jogtörténet nyilvános rendkívüli tanárává. Oktatótevékenységét az első világháború megakasztotta, bevonult és tüzértisztként harcolt egészen 1917-ig. Ekkor visszatért Debrecenbe, és korábbi tárgykörét oktatta tovább nyilvános rendes tanári címmel. 1925–1926-ban a jog és államtudományi kar dékánja volt. 1927-ben rövid ideig Olaszországban folytatott levéltári kutatásokat mint a Római Magyar Történeti Intézet tagja. 1927-től a szegedi Ferenc József Tudományegyetemen oktatott, ahol szintén a magyar alkotmány- és jogtörténet nyilvános rendes tanára volt 1938-ig, emellett az 1934/1935-ös tanévben a jog- és államtudományi kar dékáni tisztét is betöltötte.
Iványi tevékenyen részt vett a helyi politikai közéletben is. Még a világháborút lezáró, az ország megcsonkításával fenyegető Párizs környéki béketárgyalások árnyékában, 1919-ben Debrecenben jelentette meg a szlovákság nemzettörténetéről írott összefoglaló munkáját, amelyben azt igyekezett bizonyítani, hogy a szlovákok a Felvidékre a legutóbbi évszázadokban beszivárgott szláv elemeiből alakultak ki. Az 1920-as évek elején csatlakozott a jobboldali mozgalmakhoz, az Ébredő Magyarok Egyesületének elnökségi tagja és debreceni szervezetének vezetője, a Keresztény Nemzeti Liga választmányi tagja volt. 1923-ban sikertelen kísérletet tett a Magyar Nemzeti Szocialista Párt debreceni szervezetének megalakítására is. Magánéletében is rigorózus ember hírében állt, 1929-ben például párbajra hívta ki a fiatal Mályusz Elemért, amiért az kritikával illette gönci várostörténeti forráskiadványát (a párbaj során senki nem sérült meg). 1937-ben egy meggondolatlan cselekedetével bekerült a hírlapok botránykrónikájába, ezért előbb szabadságolták a szegedi egyetemről, majd 1938-ban nyugdíjazták. Társasági tagságairól – köztük akadémiai tagságáról – lemondott és a körmendi herceg Batthyány-Strattmann család levéltárosaként tevékenykedett 1944-ig.

## Munkássága
Levéltári kutatásain keresztül főként jogtörténettel és művelődéstörténettel foglalkozott. Behatóan vizsgálta a Mossóczy Zakariás és Telegdi Miklós által a 16. században összeállított törvénygyűjteményt, a Corpus Jurist, valamint a kegyúri jogok történetét. Feldolgozta és közzétette több családi és városi levéltár (pl. Bártfa, Gönc, Eger) anyagát, forráskiadványai a magyar várostörténeti kutatások számára máig forrásértékűek. Emellett behatóan tanulmányozta a magyar nyomdászat és könyvkultúra történetét, a nemesi családok könyvgyűjteményeinek históriáját. A körmendi Batthyány-Strattmann család szolgálatában a Batthyány és a Festetics családok történetével foglalkozott, elindította és 1942–1943-ban szerkesztette a Körmendi Füzetek című forráskiadvány-sorozatot.
1913–1914-ben a Magyar Történelmi Társulat titkára, 1914-ben főtitkára volt. Tudományos eredményei elismeréseként 1916-ban a Szent István Akadémia rendes, 1920-ban a Magyar Tudományos Akadémia levelező tagjává választotta, de botránya miatt akadémiai tagságáról 1937-ben lemondott.
Élete végén aktív gyűjtőmunkát folytatott a Magyar Mezőgazdasági Múzeum számára. A múzeum 1958-ban létesített kapcsolatot az akkor már 80 éves Iványi Bélával, aki ekkor Vonyarcvashegyen lakott.

## Főbb művei
- Bártfa szabad kir. város levéltára I.: 1319–1526, Budapest, 1910
- A márkusfalvi Máriásy család levéltára 1243–1803, Lőcse, 1917
- Pro Hungaria Superiore – Felsőmagyarországért, Debrecen, 1919
- Gönc szabadalmas mezőváros története, Karcag, 1926
- Mossóczy Zakariás és a magyar Corpus Juris keletkezése, Budapest, 1926
- A Kir. Magyar Egyetemi Nyomda története 1577–1927, Budapest, 1927 (Gárdonyi Alberttel)
- A Tomaj nemzetségbeli losonczi Bánffy család története 1458–1526, Budapest, 1928
- A Szent Domonkos-rend római központi levéltára: Részletek a magyar dominikánus provincia multjából, Levéltári Közlemények 7 (1929), 1-30.
- Felső Magyarországról. Szeged, 1930
- A római szent birodalmi Széki gróf Teleki család gyömrői levéltára 1245–1526, I–II. köt., Szeged, 1931–1932
- A városi polgárjog keletkezése és fejlődése, figyelemmel Buda és Pest városokra, Budapest, 1936
- Geschichte des Dominikanerordens in Siebenbürgen und der Moldau, Siebenbürgische Vierteljahresschrift 62 (1939), 27-59, 241-256; 63 (1940), 25-40; Archiv des Vereins für siebenbürgische Landeskunde 50 (1941/44), 543-573.
- Könyvek, könyvtárak, könyvnyomdák Magyarországon 1331–1600, Budapest, 1937
- A losonczi Bánffy család története, Budapest, 1941
- Dominikánus levelek és oklevelek a körmendi levéltárban. Epistolae et documenta historiam provinciae dominicanae Hungariae illustrantia et in archivo gentis principum de Batthyány reperibilia. Körmend, 1942 (Körmendi Füzetek 1)
- A körmendi levéltár memorabiliái. Acta Memorabilia in tabulario gentis principum de Batthyány reperibilia. Körmend, 1942 (Körmendi Füzetek 2)
- A két Zrínyi Miklós körmendi levelei, Budapest, 1943 (Új Magyar Levelestár)
- Pázmány Péter kiadatlan levelei. Epistolae ineditae cardinalis Petri de Pázmány, Körmend, 1943 (Körmendi Füzetek 3)
- Képek Körmend multjából. Körmend, 1943 (Körmendi Füzetek 4)
- Címeres levelek a keszthelyi és körmendi hercegi levéltárakban, Magyar Családtörténeti Szemle 8-9 (1942–1943) és klny. (Körmendi Füzetek, sorozaton kívüli A. füzet)
- Gróf Batthyány Ádám, a levéltárrendező, Levéltári Közlemények 20-23 (1942–1945), 290-309.
- A magyar könyvkultúra múltjából: Iványi Béla (1878–1964) cikkei és anyaggyűjtése, szerk. Herner János és Monok István, Szeged, 1983 (Adattár 11)
- A középkori Vasvár, szerk. Vízvári Zsolt és Zágorhidi Czigány Balázs, Vasvár, 1992